# Sự kiện UFO Shag Harbour
Sự kiện UFO Shag Harbour là tác động của một vật thể lớn không xác định vào vùng biển gần Shag Harbour, Nova Scotia, một làng chài nhỏ trên bờ biển Đại Tây Dương, vào ngày 4 tháng 10 năm 1967. Báo cáo được điều tra bởi nhiều cơ quan dân sự khác nhau (RCMP và Cảnh sát Biển Canada) và quân đội (hải quân và không quân của Lực lượng Vũ trang Canada) và Ủy ban Condon của Mỹ.

## Hiện tượng lạ trước sự kiện

### Chuyến bay Air Canada 305
Trên đường đến Toronto khi bay qua Sherbrooke và Saint-Jean, Quebec ở độ cao 3658 m, từ sân bay Quốc tế Halifax, cơ phó hãng Air Canada là Robert Ralph đã chỉ cho cơ trưởng Pierre Charbonneau trên Chuyến bay 305 rằng có điều gì đó kỳ lạ ở phía bên trái của máy bay lúc 7 giờ 15 phút tối. Trong báo cáo của mình cơ trưởng kể về một vật thể lạ bám theo cùng chiều bay song song dĩ nhiên ở khoảng cách một vài dặm. Ông mô tả nó như một vật thể hình chữ nhật, được chiếu sáng rực rỡ với một chuỗi ánh sáng nhỏ hơn theo sau vật thể. Lúc 7 giờ 19 phút, hai phi công nhận thấy một vụ nổ im lặng khá lớn gần vật thể lớn; hai phút sau, một vụ nổ thứ hai xảy ra làm mờ đi một đám mây xanh xung quanh vật thể.

### Vật thể lạ màu vàng
Darrel Dorey, chị gái Annette và mẹ của anh đang ngồi trên hiên nhà trước của họ ở Vịnh Mahone, thì họ bất chợt nhận thấy một vật thể lớn đang di chuyển phía trên đường chân trời hướng tây nam. Ngày hôm sau, Darrell đã viết một lá thư cho viên Chỉ huy căn cứ RCAF Greenwood hỏi về thứ gì đang bay trên mặt nước vào buổi tối hôm đó, vì anh ta chưa bao giờ nhìn thấy thứ gì giống như vậy.

### MVNickersoncủa Sambro, Nova Scotia

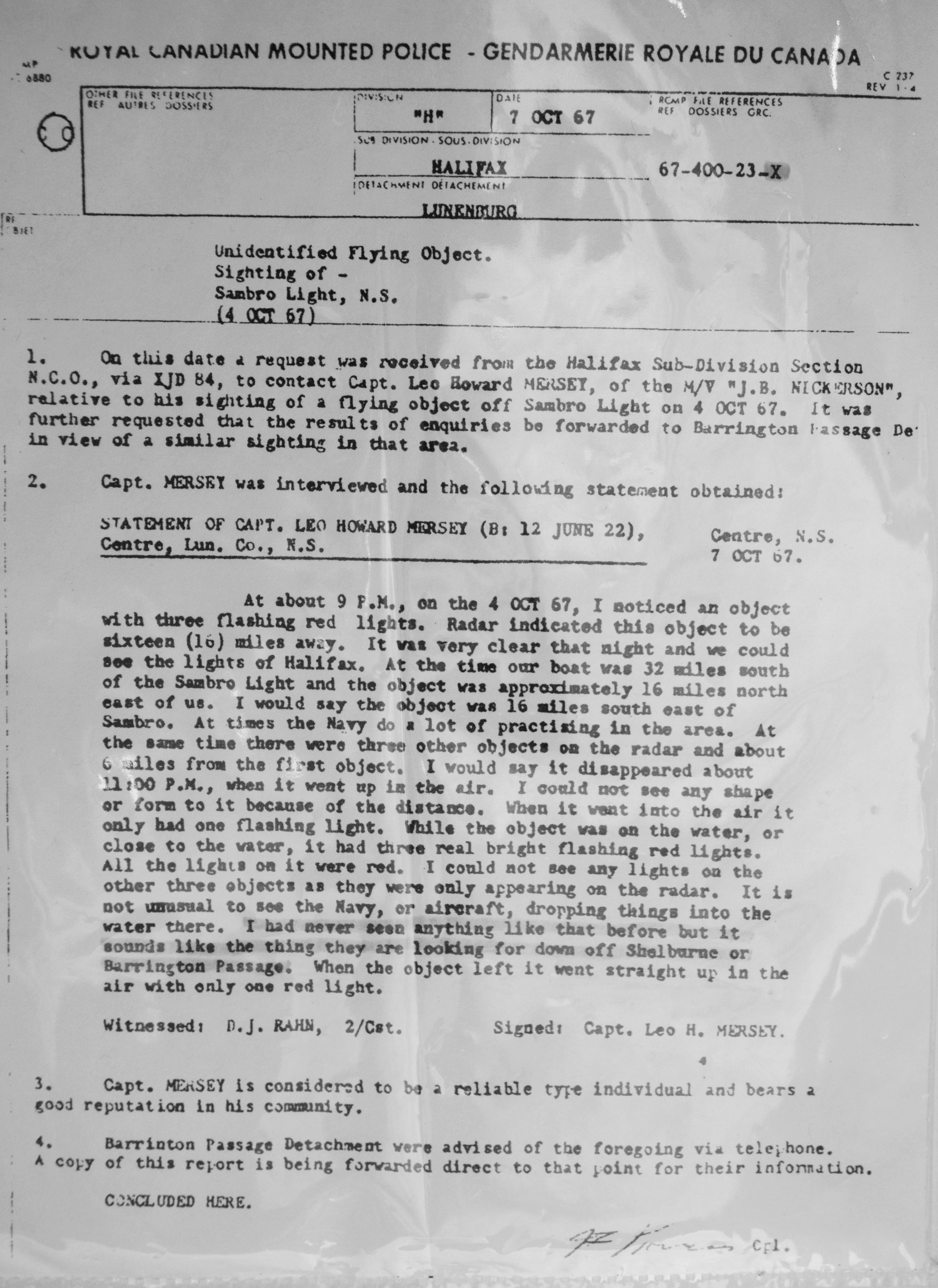
RCMP 67-400-23-X

Trong khi đứng ở buồng lái tàu, Thuyền trưởng Leo Howard "No Mercy" Mersey was đang nhìn vào bốn vạch sáng trên radar Decca của mình đang đứng yên. Khi nhìn lên khoảng 28 km từ các cửa sổ của con tàu, anh ta có thể thấy bốn vật thể phát sáng bay theo đội hình gần như hình chữ nhật. Toàn bộ thủy thủ đoàn gần hai mươi ngư dân đứng trên boong và quan sát vật thể trên vùng trời Đông Bắc. Mersey đã liên lạc với trung tâm điều phối cứu hộ và thuyền trưởng bến cảng ở Halifax để yêu cầu giải thích, đồng thời nộp báo cáo lên Lunenburg RCMP về vụ chứng kiến của anh ta khi họ vừa cập cảng.

### Vụ chứng kiến UFO tại Halifax Harbour
Tờ Chronicle-Herald và các đài phát thanh địa phương đưa tin về một vật thể phát sáng đã được nhiều người gọi đến tòa soạn của họ nhìn thấy. Họ cho biết đã chứng kiến những vật thể lạ phát sáng bay xung quanh Halifax vào khoảng 10 giờ tối.

## Diễn biến

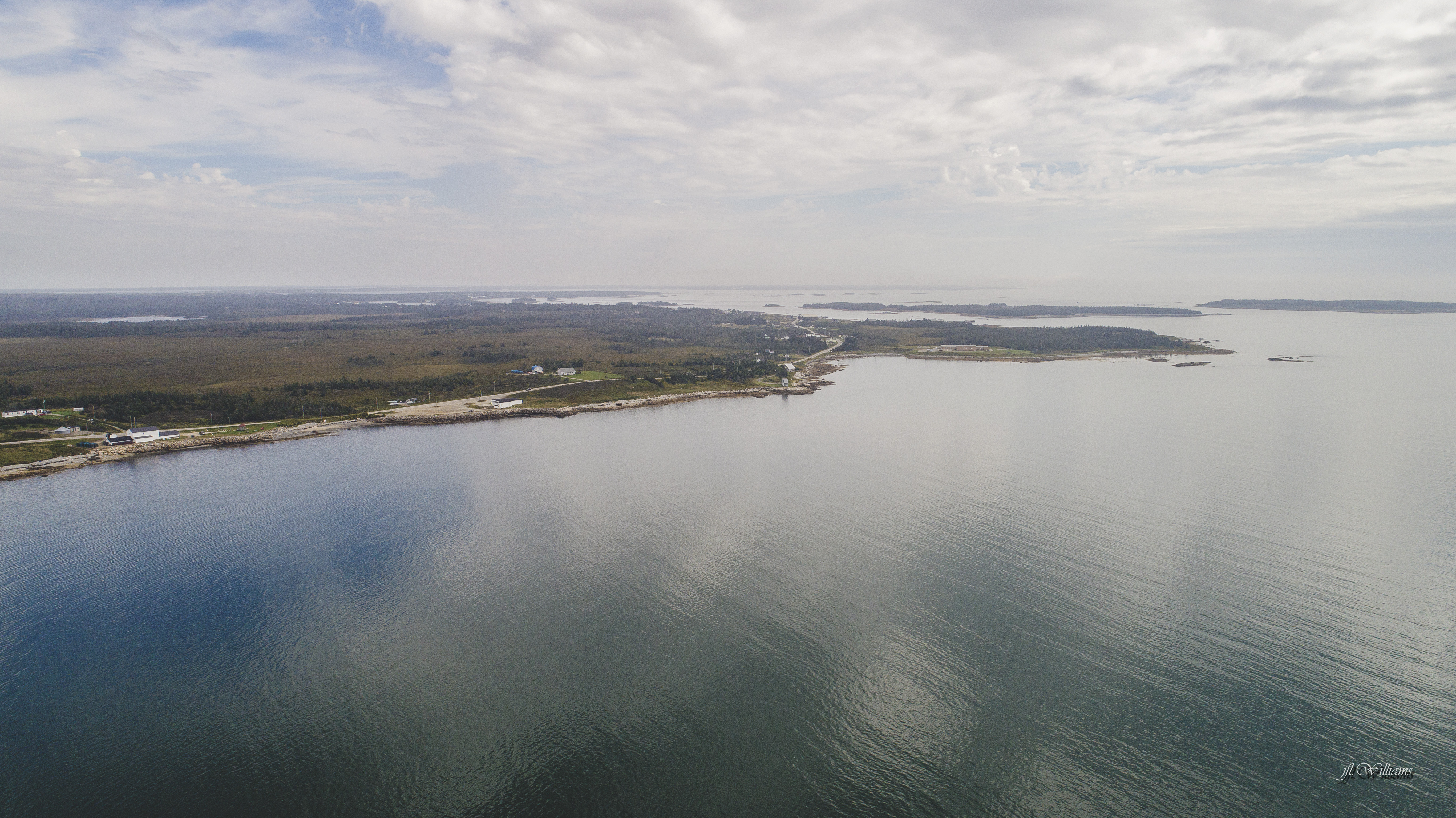
Không ảnh về vị trí của Sự kiện Shag Harbour

Đêm ngày 4 tháng 10 năm 1967, vào khoảng 11 giờ 20 phút tối theo Giờ Ban ngày Đại Tây Dương, có tin báo rằng có thứ gì đó đã rơi xuống vùng biển của Shag Harbour. Ít nhất mười một người đã nhìn thấy một vật thể bay thấp hướng về bến cảng. Nhiều nhân chứng cho biết họ đã nghe thấy một tiếng huýt sáo "giống như một quả bom", sau đó là một tiếng "vù vù" và cuối cùng là một tiếng nổ lớn. Vật thể này chưa bao giờ được nhận dạng chính thức, và do đó được gọi là vật thể bay không xác định (UFO) trong các tài liệu của Chính phủ Canada. Quân đội Canada đã tham gia vào một nỗ lực cứu hộ/tìm kiếm sau đó. Báo cáo ban đầu được thực hiện bởi cư dân địa phương Laurie Wickens và bốn người bạn của anh ta. Lái xe qua Shag Harbour, trên Xa lộ 3, họ phát hiện một vật thể lớn lao xuống vùng biển ngoài cảng. Đạt được một vị trí thuận lợi hơn, Wickens và bạn bè của mình đã nhìn thấy một vật thể trôi nổi 250 đến 300 m (820 đến 980 ft) ngoài khơi trong vùng biển Shag Harbour. Wickens đã liên lạc với biệt đội RCMP ở Barrington Passage và trình báo rằng anh đã nhìn thấy một chiếc máy bay lớn hoặc máy bay nhỏ lao xuống vùng biển ngoài khơi Shag Harbour.